# Omar Khan
Alhaji Omar Abu Khan (* 20. Jahrhundert) ist amtierender Gouverneur der gambischen Upper River Region (URR).

## Leben
2003 wurde Khan von Präsident Yahya Jammeh zum Gouverneur der Upper River Region (URR) ernannt.
Ende 2007 wurde Khan Amtsmissbrauch vorgeworfen, er soll einer Meldung nach eine nigerianische Krankenschwester sexuell belästigt und dabei seine Position missbraucht haben.
Verwirrung gab es im April 2011, nach einer Meldung wurde Khan am 28. April 2011 von Kanimang Sanneh abgelöst. Tags darauf wurde dann seine Wiedereinstellung als Gouverneur vermeldet. Im September 2013 wurde Khan von Kanimang Sanneh abgelöst. Im Mai 2014 wurde er Gouverneur der Central River Region (CRR). Anfang Februar 2017 wurde Khan von der neuen Regierung Adama Barrow von diesem Posten enthoben.

## Auszeichnungen
- 2009: Order of the Republic of The Gambia Member (MRG)[7]
- 2016 – July 22nd Revolution Award[8]